# Хармен Стенвејк
Хармен Стенвејк (око 1612 – после 1656) био је холандски сликар мртвe природe активан током златног доба холандског сликарства.

## Биографија
Стенвејк је рођен у Делфту. Његова година рођења је угрубо процењена на на основу изгледу његове прве слике из 1633. године. Био је брат Пјетра Стенвејка, такође сликара мртве природе. Њихов отац Еверт их је послао да уче сликање од свог стрица Давида Бајија у Лајдену. Он је утицао на Стенвејка да наслика свој први рад Ванитас.
On је постао активан као сликар у Лајдену између 1628. и 1633. године. Вратио се у Делфт од 1633. до 1656. године. У периоду 1654-1655 путовао је у Холандску Индију.
Умро је у Лајдену. Стенвејк је најпознатији по својој визуелној проповеди приказаној на слици Алегорија таштина људског живота коју је насликао 1658. године у Националној галерији у Лондону.